# كسوف الشمس 11 يوليو 2029
سيحدث كسوف جزئي للشمس في 11 يوليو 2029. يحدث كسوف الشمس عندما يمر القمر بين الأرض والشمس ، وبالتالي يحجب صورة الشمس كليًا أو جزئيًا عن مشاهد على الأرض. يحدث كسوف جزئي للشمس في المناطق القطبية من الأرض عندما يغيب مركز ظل القمر عن الأرض.

## الصور
مسار متحرك

## الخسوفات ذات الصلة

### كسوف الشمس 2026-2029
هذا الكسوف هو جزء من سلسلة كسوف الشمس 2026-2029. يتكرر الكسوف في كل 177 يومًا تقريبًا و 4 ساعات في العقد المتناوبة من مدار القمر.
| عقدة تصاعدية                                                                                    | عقدة تصاعدية        |     | عقدة تنازلية       | عقدة تنازلية |
| 121                                                                                             | 2026 17 فبراير حلقي | 126 | 2026 12 أغسطس كلي  |              |
| 131                                                                                             | 2027 6 فبراير حلقي  | 136 | 2027 2 أغسطس كلي   |              |
| 141                                                                                             | 2028 26 يناير حلقي  | 146 | 2028 22 يوليو كلي  |              |
| 151                                                                                             | 2029 14 يناير جزئي  | 156 | 2029 11 يوليو جزئي |              |
| يحدث الكسوف الجزئي للشمس في 12 يونيو 2029 و 5 ديسمبر 2029 في مجموعة خسوف السنة القمرية التالية. |                     |     |                    |              |

### سلسلة ميتونيك
تكرر السلسلة ميتونيك كل 19 عامًا (6939.69 يومًا) ، وتستمر حوالي 5 دورات. تحدث الكسوف في نفس تاريخ التقويم تقريبًا. بالإضافة إلى ذلك ، تكرر سلسلة أوكتوم الفرعية 1/5 من ذلك أو كل 3.8 سنوات (1387.94 يومًا). تحدث جميع الكسوفات في هذا الجدول عند العقدة الهابطة للقمر.
| 21 من أحداث الكسوف ، تتقدم من الشمال إلى الجنوب بين 11 يوليو 1953 و 11 يوليو 2029 | 21 من أحداث الكسوف ، تتقدم من الشمال إلى الجنوب بين 11 يوليو 1953 و 11 يوليو 2029 | 21 من أحداث الكسوف ، تتقدم من الشمال إلى الجنوب بين 11 يوليو 1953 و 11 يوليو 2029 | 21 من أحداث الكسوف ، تتقدم من الشمال إلى الجنوب بين 11 يوليو 1953 و 11 يوليو 2029 | 21 من أحداث الكسوف ، تتقدم من الشمال إلى الجنوب بين 11 يوليو 1953 و 11 يوليو 2029 |
| 10-12 يوليو                                                                       | 29-30 أبريل                                                                       | من 15 إلى 16 فبراير                                                               | 4-5 ديسمبر                                                                        | من 21 إلى 23 سبتمبر                                                               |
| 96                                                                                | 98                                                                                | 100                                                                               | 102                                                                               | 104                                                                               |
| --------------------------------------------------------------------------------- | --------------------------------------------------------------------------------- | --------------------------------------------------------------------------------- | --------------------------------------------------------------------------------- | --------------------------------------------------------------------------------- |
| يوليو 12, 1915                                                                    | أبريل 30, 1919                                                                    | فبراير 15, 1923                                                                   | ديسمبر 5, 1926                                                                    | سبتمبر 22, 1930                                                                   |
| 106                                                                               | 108                                                                               | 110                                                                               | 112                                                                               | 114                                                                               |
| يوليو 11, 1934                                                                    | أبريل 30, 1938                                                                    | فبراير 15, 1942                                                                   | ديسمبر 4, 1945                                                                    | سبتمبر 22, 1949                                                                   |
| 116                                                                               | 118                                                                               | 120                                                                               | 122                                                                               | 124                                                                               |
| يوليو 11, 1953 [الإنجليزية]                                                       | أبريل 30, 1957 [الإنجليزية]                                                       | فبراير 15, 1961 [الإنجليزية]                                                      | ديسمبر 4, 1964 [الإنجليزية]                                                       | سبتمبر 22, 1968 [الإنجليزية]                                                      |
| 126                                                                               | 128                                                                               | 130                                                                               | 132                                                                               | 134                                                                               |
| يوليو 10, 1972 [الإنجليزية]                                                       | أبريل 29, 1976 [الإنجليزية]                                                       | فبراير 16, 1980 [الإنجليزية]                                                      | ديسمبر 4, 1983 [الإنجليزية]                                                       | سبتمبر 23, 1987 [الإنجليزية]                                                      |
| 136                                                                               | 138                                                                               | 140                                                                               | 142                                                                               | 144                                                                               |
| يوليو 11, 1991 [الإنجليزية]                                                       | أبريل 29, 1995 [الإنجليزية]                                                       | فبراير 16, 1999 [الإنجليزية]                                                      | ديسمبر 4, 2002                                                                    | سبتمبر 22, 2006                                                                   |
| 146                                                                               | 148                                                                               | 150                                                                               | 152                                                                               | 154                                                                               |
| يوليو 11, 2010                                                                    | أبريل 29, 2014                                                                    | فبراير 15, 2018                                                                   | ديسمبر 4, 2021                                                                    | سبتمبر 21, 2025                                                                   |
| 156                                                                               | 158                                                                               | 160                                                                               | 162                                                                               | 164                                                                               |
| يوليو 11, 2029                                                                    | أبريل 29, 2033                                                                    | فبراير 15, 2037                                                                   | ديسمبر 4, 2040                                                                    | سبتمبر 21, 2044                                                                   |

### سلسلة اينكس
هذا الكسوف هو جزء من دورة اينكس طويلة الأمد ، يتكرر عند العقد المتناوبة ، كل 358 شهرًا سينوديًا (≈ 10571.95 يومًا ، أو 29 عامًا ناقص 20 يومًا).
مظهرها وخط طولها غير منتظمين بسبب عدم التزامن مع الشهر غير الطبيعي (فترة الحضيض). ومع ذلك ، فإن مجموعات 3 دورات اينكس (87 سنة ناقص شهرين) تقترب (≈ 1،151.02 شهرًا غير طبيعي) ، لذا فإن الكسوف متشابه في هذه المجموعات.
| أعضاء سلسلة اينكس بين عامي 1901 و 2100: | أعضاء سلسلة اينكس بين عامي 1901 و 2100: | أعضاء سلسلة اينكس بين عامي 1901 و 2100: |
| --------------------------------------- | --------------------------------------- | --------------------------------------- |
| 22 نوفمبر 1919 (ساروس 141)              | 1 نوفمبر 1948 (ساروس 142)               | 12 أكتوبر 1977 (ساروس 143)              |
| 22 سبتمبر 2006 (ساروس 144)              | 2 سبتمبر 2035 (ساروس 145)               | 12 أغسطس 2064 (ساروس 146)               |
| 23 يوليو 2093 (ساروس 147)               |                                         |                                         |

### سلسلة تريتوس
هذا الكسوف هو جزء من دورة تريتوس ، يتكرر عند العقد المتناوبة كل 135 شهرًا متزامنًا (≈ 3986.63 يومًا ، أو 11 عامًا ناقص شهر واحد). مظهرها وخط طولها غير منتظمين بسبب نقص التزامن مع الشهر غير الطبيعي (فترة الحضيض) ، لكن التجمعات المكونة من 3 دورات تريتوس (33 عامًا ناقص 3 أشهر) تقترب (≈ 434.044 شهرًا غير طبيعي) ، لذا فإن الكسوف متشابه في هذه التجمعات.
| أعضاء سلسلة تريتوس بين عامي 1901 و 2100 | أعضاء سلسلة تريتوس بين عامي 1901 و 2100 | أعضاء سلسلة تريتوس بين عامي 1901 و 2100 | أعضاء سلسلة تريتوس بين عامي 1901 و 2100 |
| --------------------------------------- | --------------------------------------- | --------------------------------------- | --------------------------------------- |
| 9 سبتمبر 1904 (ساروس 133)               | 10 أغسطس 1915 (ساروس 134)               | 9 يوليو 1926 (ساروس 135)                |                                         |
| 8 يونيو 1937 (ساروس 136)                | 9 مايو 1948 (ساروس 137)                 | 8 أبريل 1959 (ساروس 138)                |                                         |
| 7 مارس 1970 (ساروس 139)                 | 4 فبراير 1981 (ساروس 140)               | 4 يناير 1992 (ساروس 141)                |                                         |
| 4 ديسمبر 2002 (ساروس 142)               | 3 نوفمبر 2013 (ساروس 143)               | 2 أكتوبر 2024 (ساروس 144)               |                                         |
| 2 سبتمبر 2035 (ساروس 145)               | 2 أغسطس 2046 (ساروس 146)                | 1 يوليو 2057 (ساروس 147)                |                                         |
| 31 مايو 2068 (ساروس 148)                | 1 مايو 2079 (ساروس 149)                 | 31 مارس 2090 (ساروس 150)                |                                         |

## روابط خارجية
- رسومات ناسا
  - خريطة تفاعلية للكسوف من وكالة ناسا